# 횡성 상동리 삼층석탑
횡성 상동리 삼층석탑(橫城 上洞里 三層石塔)은 대한민국 강원특별자치도 횡성군 공근면 상동리에 있는, 고려시대의 삼층석탑이다. 강원특별자치도유형문화재 제21호로 지정되어 있다.
이 석탑은 기단부가 땅속에 묻혀 있는인데, 기단부는 1탱주가 새겨진 면석의 일부와 갑석만 보일 뿐이어서 불확실하지만 당시의 보편적인 예로 보아 이중기단으로 생각된다. 사분원과 각형받침 위에 있는 삼층의 탑신과 옥개석은 장중한 편인데 큼직하고 높은 1층탑신에 비해 급격히 줄어든 2층 탑신과 듬직하고 원만한 옥개석 등 전체적으로 신라 석탑양식의 특징이 나타나 있으나, 양식상의 변화가 나타나는 것으로 보아 고려시대의 석탑으로 보인다.

## 개요
성덕사의 옛터에 석불좌상과 함께 남아있는 3층 석탑이다.
기단(基壇部)은 아랫부분이 땅 속에 묻혀 있어 자세한 모습을 알 수 없고, 그 위로 3층의 탑신(塔身)을 올려 놓았다. 탑신의 몸돌은 모서리마다 기둥 모양의 조각이 있는데, 3층 몸돌은 잃어버려 없어진 것을 탑을 복원하면서 새로이 끼워 넣었다. 지붕돌은 밑면의 받침을 1층과 2층은 4단씩, 3층은 3단으로 새겼으며, 낙수면에는 느린 경사가 흐르고 네 귀퉁이는 위로 들려 있다.
전체적으로 통일신라 석탑양식의 영향을 받았으나, 지붕돌의 너비가 좁고 두꺼워지는 등 양식상의 변화가 나타나는 것으로 보아 고려시대에 세워진 탑으로 보인다.

## 현지 안내문
이 탑은 이중기단의 3층석탑으로 기단부의 일부 부재는 새로 만들어 1998년 복원하였다. 지붕돌과 몸돌이 각각 하나의 돌로 만들어져 있으며 3층 몸돌은 원래의 부재가 아닌 것을 보충하여 얹어 놓았다. 몸돌에는 모두 모서리기둥을 돋을새김으로 새겨 놓았고, 지붕돌 받침은, 1층과 2층이 4단이고 3층은 3단으로 되어 있다. 지붕돌의 추녀선은 아랫선이 수평이고, 윗선은 추녀 부분에서 위로 살짝 올라가고 있다. 신라시대 석탑의 양식을 이어받은 고려초기 석탑임을 알 수 있다. 풍경을 달았던 구멍이 남아 있다.
밭에서 출토된 것을 주민들이 현재의 위치로 옮겨 세운 것이라 한다. 절 이름은 성덕사(成德寺)라고 전한다.

## 같이 보기
- 횡성 상동리 석불좌상